# Adient
Adient je americká společnost, do které byly vyčleněny aktivity automobilové divize společnosti Johnson Controls. Její založení bylo oznámeno v červenci 2015 a na společnosti Johnson Controls je zcela nezávislá.
Společnost je kotována k 31. 10. 2016 na New York Stock Exchange (NYSE) pod symbolem ADNT. Společnost má své oficiální sídlo v irském Dublinu. Evropské ředitelství se nachází v německém městě Burscheid u Kolína nad Rýnem. 
S tržbami dosahujícími 16 miliard USD a 86.000 zaměstnanci ve 250 lokacích (37 zemích) se jedná o leadera na trhu automobilových sedadel s podílem 33 % na globálním trhu.
Společnost Adient registruje v České republice 6 právnických osob. 
Společnost Adient Czech Republic k. s. v roce 2017 zaměstnávala 4073 zaměstnanců v lokalitách Česká Lípa, Roudnice nad Labem, Stráž pod Ralskem, Mladá Boleslav, Bezděčín a Kvasiny. Tržby společnosti dosáhly v daném roce 15,4 mld Kč.
Závody divize Trim nacházející se v České Lípě, Stráži pod Ralskem a Roudnici nad Labem se zabývají šitím automobilových potahů pro celou řadu významných automobilových výrobců.
Závody divize JIT nacházející se v Mladé Boleslavi, Bezděčíně a Kvasinách se zabývají montáží automobilových sedaček do vozidel značek Škoda Auto, Porsche a Seat.
Společnost Adient Bor s.r.o. sídlící v Nové Hospodě u Plzně se zabývá montáží automobilových sedaček do vozidel značky BMW. Tento výrobní závod spadá taktéž do divize JIT.
Společnost Adient Strakonice s.r.o. se zabývala výrobou a vývojem autotextilií a spadá do divize Fabrics.